# Pipob On-Mo
Pipob On-Mo (tiếng Thái: พิภพ อ่อนโม้, sinh ngày 22 tháng 4 năm 1979), còn được biết với tên đơn giản Mo (tiếng Thái: โม้), là một Cầu thủ bóng đá người Thái Lan thi đấu ở vị trí tiền đạo.

## Sự nghiệp câu lạc bộ

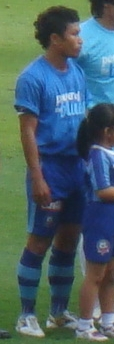
Pipob năm 2010

Pipob On-Mo bắt đầu sự nghiệp năm 2000 với BEC Tero Sasana F.C., và có 2 danh hiệu tại giải vô địch cùng với cuâ lạc bộ. Ngoài ra câu lạc bộ còn vào đến chung kết Giải vô địch bóng đá các câu lạc bộ châu Á năm 2003, nhưng Pipob không được sử dụng. Năm 2007, Pipob ký hợp đồng với Chonburi F.C.. Trong mùa giải đầu tiên ở câu lạc bộ mới, anh giành thêm chức vô địch và được bầu chọn là Cầu thủ xuất sắc nhất năm.

## Sự nghiệp quốc tế
Mặc dù anh thi đấu cho U-17 Thái Lan và giành chức vô địch tại Giải vô địch bóng đá U-17 châu Á năm 1998, anh không được ra sân cho đội tuyển quốc gia đến năm 2005. Anh đá ở Giải vô địch bóng đá Đông Nam Á 2012 với tư cách dự bị. Sau đó anh giải nghệ khỏi đội tuyển quốc gia.

### Quốc tế
Tính đến 12 tháng 11 năm 2015
| Đội tuyển quốc gia | Năm  | Số trận | Bàn thắng |
| ------------------ | ---- | ------- | --------- |
| Thái Lan           | 2007 | 1       | 0         |
| Thái Lan           | 2011 | 2       | 0         |
| Thái Lan           | 2012 | 2       | 0         |
| Thái Lan           | Tổng | 5       | 0         |

## Danh hiệu

### Câu lạc bộ
BEC Tero Sasana
- Giải bóng đá Ngoại hạng Thái Lan
  -  Vô địch (2): 2000, 2001-02
- Cúp Hiệp hội Bóng đá Thái Lan
  -   Vô địch (1): 2000
- Cúp Hoàng gia Kor
  -   Vô địch (1): 2001

Chonburi
- Giải bóng đá Ngoại hạng Thái Lan
  -  Vô địch (1): 2007
- Cúp Hiệp hội Bóng đá Thái Lan
  -  Vô địch (1): 2010
- Cúp Hoàng gia Kor
  -  Vô địch (4): 2008, 2009, 2010, 2011

### Quốc tế
Thái Lan U-17
- Giải vô địch bóng đá U-17 châu Á
  -  Vô địch (1): 1998